# Conidae

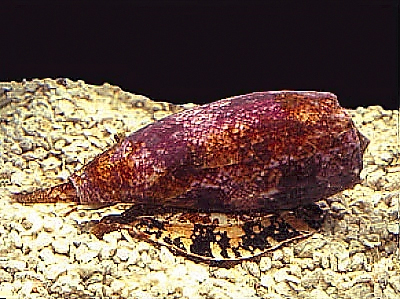
Conus geographicus.

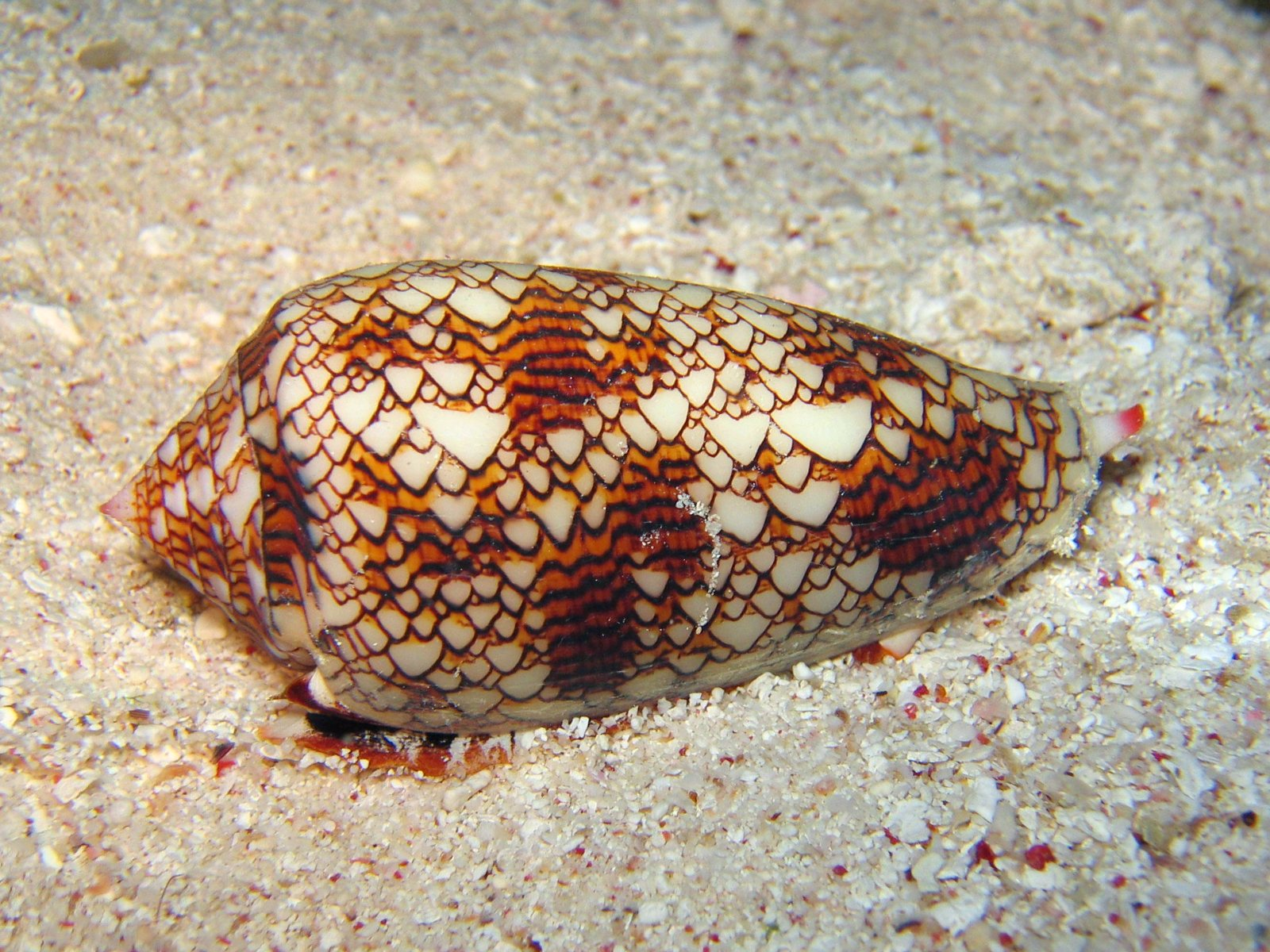
Conus textile.

Los cónidos (Conidae) son una familia de moluscos gasterópodos, conocidos vulgarmente como conos. Son caracoles marinos de aguas tropicales encontrados en los arrecifes de coral. Son carnívoros y poseen un órgano venenoso, que consiste en una glándula unida a un diente radular en forma de arpón. El veneno de ciertas especies como  Conus geographus, Conus aulicus, Conus textile, Conus marmoreus, Conus leopardus, puede ser fatal para el hombre; produce parálisis y después la muerte.

## Características
Los conos pueden medir hasta 23 cm de longitud. Hay alrededor de 500 especies. Son carnívoros que comen gusanos marinos, peces pequeños y otros moluscos.
Debido a su lento desplazamiento, usan una rádula-arpón venenosa de tipo toxoglosa para cazar presas rápidas como los peces. El veneno de algunas especies es lo bastante potente como para matar a una persona.

## Depredadores
Pese a que este molusco es un cazador hay casos donde ciertas especies que habitan en Australia son presas naturales del camarón mantis, cuyos poderosos golpes comparados al 22.LR llegan a romper la dura concha de este molusco, tampoco el aguijón que ocupa para caza/defensa es capaz de atravesar el caparazón del camarón.

## Arpón y veneno
El arpón es una modificación de la rádula, un órgano que en los moluscos actúa como lengua y dientes. El arpón es hueco y barbado, retraído en el extremo de la rádula dentro de la garganta del caracol. Cuando el caracol detecta una presa cercana, gira su boca, (un largo tubo flexible llamado  probóscide) hacia ella. El arpón se carga de veneno y, todavía retraído, lo dispara hacia la presa por una fuerte contracción muscular. El veneno paraliza animales pequeños casi instantáneamente. Luego el caracol retrae la rádula, atrayendo la presa a la boca.
El veneno contiene cientos de compuestos diferentes, y su composición varía mucho de unas especies a otras. Las toxinas de estos venenos se llaman  conotoxinas. Son varios péptidos, cada uno especializado en un canal o receptor nervioso específico. Este veneno también contiene un componente inhibidor del dolor, primero pacificando a la víctima, antes de inmovilizarla y luego matarla.
Algunos de estos venenos contienen tetrodotoxina, que es la misma neurotoxina paralizante del pez globo, el pulpo de anillos azules, y el tritón de piel rugosa.

## Peligro para los humanos
Muchas especies son un ejemplo de aposematismo. Los brillantes colores y libreas de los conos, han llevado a sustraerlos por curiosidad debido a su llamativa apariencia, con trágicas consecuencias cuando el caracol dispara su arpón para defenderse.
Este envenenamiento ha producido alrededor de 30 casos constatados de personas muertas. A una especie, Conus geographus, se la conoce coloquialmente como "caracol cigarrillo" en la creencia que a la víctima solo le queda el tiempo de fumarse un cigarrillo. El arpón puede penetrar los guantes y el traje de buceo.
Los síntomas incluyen dolor intenso, hinchazón, entumecimiento, y hormigueo. Los síntomas pueden empezar inmediatamente o demorarse unos días. Casos severos incluyen parálisis muscular, cambios en la percepción visual, y fallo respiratorio que puede conducir a la muerte. No hay antídotos, y el tratamiento consiste en soporte vital hasta que el veneno es metabolizado por la víctima.

## Uso médico
El veneno de especies como el "cono mágico" prometen proporcionar tranquilizantes no adictivos 1000 veces más eficaces que la morfina. Muchos fármacos péptidos semejantes al AVC1, aislado del Conus victoriae, se han mostrado efectivos, acelerando la recuperación de daños nerviosos, en tratamientos posoperatorios y dolor neuronal.
El primer anestésico derivado de toxinas de cónidos, el ziconotide fue aprobado por el U.S. Food and Drug Administration en diciembre de 2004. Otras drogas están en ensayos clínicos y preclinicos para Alzheimer, Parkinson, y epilepsia.

## Colección
Debido a lo intrincado y llamativo de la librea de las conchas, son el género más coleccionado 
.  Conus gloriamaris
 Archivado el 23 de julio de 2011 en Wayback Machine.,
La Gloria De Los Mares, de la que solo se conocían unos pocos ejemplares, llegó a estar en peligro debido al coleccionismo.
Las conchas erosionadas también son coleccionadas (e imitadas) para hacer piezas de joyería.

## Lista de géneros
N.B.: Esta lista puede estar incompleta.
- Agathotoma Cossmann, 1889.
- Bactrocythara Woodring, 1922.
- Bathytoma Harris et Burrows, 1891.
- Benthomangelia Thiele, 1925.
- Borsonella Dall, 1918.
- Brachycythara Woodring, 1928.
- Clathromangelia di Monterosato, 1884.
- Clathurella Carpenter, 1857.
- Conus Linnaeus, 1758.
- Crockerella Hertlein et Strong, 1951.
- Cryoturris Woodring, 1928.
- Curtitoma Bartsch, 1941.
- Cymakra Gardner, 1937.
- Daphnella Hinds, 1844.
- Drilliola Locard, 1897.
- Eubela Dall, 1889.
- Glyphostoma Gabb, 1872.
- Glyphostomops Bartsch, 1934.
- Glyphoturris Woodring, 1928.
- Glyptaesopus Pilsbry et Olsson, 1941.
- Granotoma Bartsch, 1941.
- Granoturris Fargo, 1953.
- Guanche Lauer, 1993.
- Gymnobela A. E. Verrill, 1884.
- Ithycythara Woodring, 1928.
- Kurtzia Bartsch, 1944.
- Kurtziella Dall, 1918.
- Kurtzina Bartsch, 1944.
- Mangelia Risso, 1826.
- Mitrolumna Bucquoy, Dautzenberg et Dollfus, 1883.
- Mitromorpha Carpenter, 1865.
- Nannodiella Dall, 1919.
- Nepotilla Hedley, 1918.
- Obesotoma Bartsch, 1941.
- Oenopota Morch, 1852.
- Ophiodermella Bartsch, 1944.
- Platycythara Woodring, 1928.
- Pleurotomella Verrill, 1872.
- Propebela Iredale, 1918.
- Pyrgocythara Woodring, 1928.
- Rimosodaphnella Schnetler et Beyer, 1990.
- Rubellatoma Bartsch et Rehder, 1939.
- Saccharoturris Woodring, 1928.
- Stellatoma Bartsch et Rehder, 1939.
- Suavodrillia Dall, 1918.
- Taranis Jeffreys, 1870.
- Tenaturris Woodring, 1928.
- Thelecythara Woodring, 1928.
- Thesbia Jeffreys, 1867.
- Typhlomangelia G. O. Sars, 1878.
- Vitricythara Fargo, 1953.